# Дзанарди, Микеле
Микеле Дзанарди (итал. Michele Zanardi, 1570—1642) — итальянский доминиканец, профессор богословия и философии в Болонье, Милане, Вероне, Венеции и других городах.
Известны его:
- «Directorium confessorum et theologorum» (1612—1614)
- комментарии на латинском языке к некоторым сочинениям Аристотеля (1615—1617)
- «Disputationes de triplici universe coelesti, elementari et mixto»
- «De parvo homine etc.» (1629)

и др.